# Gandía
Gandía (oficialmente en valenciano: Gandia) es un municipio y ciudad española de la provincia de Valencia, en la Comunidad Valenciana. La ciudad, ubicada junto al mar Mediterráneo y capital de la comarca de La Safor, es un gran destino turístico. El término municipal cuenta con una población de 80 095 habitantes (INE 2024).

## Etimología
El origen de Gandía es discutido, aunque existen varias teorías sobre su nombre:
La primera, ampliamente apoyada por varios expertos como Josep Camarena y Joan Coromines, es que procede del ibero, de la raíz prerromana "gand-" (pedregar, zona rocosa o zona con piedras), pues es conocido el asentamiento de un poblado ibero cercano en el cerro del castillo. 
Sin embargo, Coromines también apuntó con serías dudas y carencia de pruebas, a que vendría del griego "Κανδία" (Kandía) documentado "Candia" durante el siglo XIII y con la consonante inicial modificada por fonética o influencia árabe (K>G). Aunque está teoría ha sido ampliamente discutida y desmentida por muchos.
Alternativamente, otros expertos se han basado en la existencia demostrada de un asentamiento romano en la época imperial para afirmar que procede del latín "Candidius/Candius", supuesto nombre de dicho asentamiento romano o nombre propio del propietario de una mansio cercana. 

## Geografía

### Barrios y pedanías

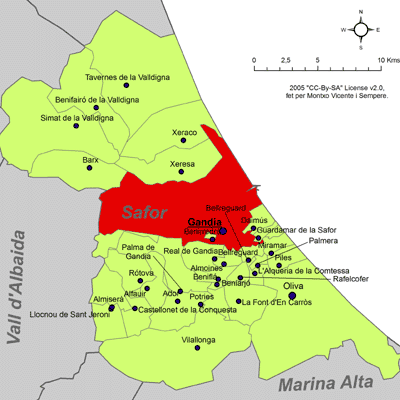
Extensión del término municipal de Gandía, en la Safor

La ciudad de Gandía se divide en distritos, y estos en barrios. La denominación oficial con la que se trabaja en el ayuntamiento son los distritos pero los ciudadanos subdividen de forma no oficial estos distritos en entidades más pequeñas.
Los distritos según el Ayuntamiento de Gandía son once, y según su nombre en valenciano son: Beniopa, Benipeixcar, Centre Històric, Corea, Raval, Santa Anna, Marxuquera, Roís de Corella-Hospital i Adjacents, Grau-Venècia-Rafalcaïd, Plaça El·líptica-República Argentina y Platja.
| Distrito                             | Barrios y pedanías                                                    |
| ------------------------------------ | --------------------------------------------------------------------- |
| Beniopa                              | Beniopa y Parc de l'Alqueria Nova (Parc Sant Pere)                    |
| El Raval                             | El Raval y Alqueria de Martorell                                      |
| Corea                                | Jardinet, L'estrella y Sanxo Llop                                     |
| Benipeixcar                          | Benipeixcar                                                           |
| Centre Històric                      | Centre històric y Vila-Nova                                           |
| Santa Anna                           | Santa Anna, Bennacer                                                  |
| Marxuquera                           | Marxuquera alta, Marxuquera baixa y L'Ermita                          |
| Roís de Corella i Adjacents          | Roís de Corella i Adjacents                                           |
| Platja de Gandia                     | Platja de Gandia                                                      |
| Plaça El·líptica-República Argentina | Plaça El·líptica, Joaquín Ballester, Simancas y Grupo Porta (Las 500) |
| Grau, Venècia y Rafalcaïd            | Grau, Venècia, Rafalcaïd, Les Foies y Molí de Santa Maria             |

### Clima
El clima de Gandía es mediterráneo subtropical (clasificación climática de Köppen: Csa) con unas temperaturas muy suaves durante el invierno, y unos veranos moderadamente cálidos. La temperatura media anual es de 20 °C. Los inviernos tienen una temperatura media de 14 °C, mientras que los veranos de 26 °C. Las temperaturas máximas medias en invierno oscilan entre 16 °C y 21 °C, mientras que las mínimas oscilan entre 7 °C y 11 °C. Las temperaturas máximas en verano oscilan entre 29 °C y 33 °C, mientras que las mínimas veraniegas suelen oscilar entre 20 °C y 24 °C. En invierno las temperaturas bajo 5 °C son infrecuentes, al igual que las temperaturas por encima de 40 °C en verano. La mayor parte de las precipitaciones anuales ocurren en otoño, dándose el máximo entre octubre e inicios de diciembre, con precipitaciones frecuentemente torrenciales. Destacan los 720 mm en menos de 24 horas que cayeron en la DANA de 1987 y que arrasaron la ciudad, en especial el barrio de Beniopa. El granizo no es raro en Gandía, aunque la nieve es un fenómeno prácticamente desconocido dentro de la ciudad. Las horas de sol anuales son aproximadamente 3000.

## Historia
Hasta tiempos bastante avanzados del Paleolítico superior no existen en el territorio que hoy constituye el término municipal de Gandía vestigios de una ocupación humana, pero ya en esta etapa, durante el Gravetiense final, el hombre de Cromañón se asienta en la cueva del Parpalló, cueva que será habitada durante varios miles de años, hasta casi el final del Magdaleniense. También fueron habitadas durante el Paleolítico superior las cuevas del Barranco del Llop y la de las Maravillas.
En contraste con la riqueza de yacimientos paleolíticos, neolíticos y eneolíticos, está la escasez de restos de la Edad de Bronce y la poca representatividad de los de épocas ibérica y romana. Está comprobada la ocupación del cerro del Castillo de San Juan en la época ibérica, seguramente a partir del siglo IV a. C., pues aunque las construcciones medievales hayan hecho desaparecer todo vestigio de las edificaciones del poblado, se han podido recoger cerámicas ibéricas y fragmentos de vasos áticos de figuras rojas y de barniz negro que sólo a un establecimiento de la fecha y cultura indicadas pueden pertenecer. También se han recogido en lugares no localizados monedas ibéricas.
La romanización está bien representada en este territorio. En la ciudad de Gandía se han encontrado monedas y lápidas que podrían indicar un asentamiento ya en época imperial que quizá fuera el antecedente remoto de la actual población, y vasos y otros restos romanos en las cuevas Penjada, Cueva de las Maravillas y de los Cerdos. Está última ha dado abundantes fragmentos de "terra sigillata".
El origen de la Gandía actual se remonta de manera cierta a la época musulmana y la primera mención documentada cristiana, de 1249, figura en el Llibre del Repartiment de Valencia de Jaime I de Aragón. En 1323, Jaime II el Justo concedió a su hijo, el infante Pedro de Aragón y de Anjou, el señorío de la villa. Alfonso IV el Benigno imitó a sus antecesores a favor de la fortificación de la villa y Pedro IV el Ceremonioso cedió para este fin, en 1387, al Ayuntamiento, el derecho de sisa. El rey Martín el Humano la donó después, con título de ducado, a Alfonso de Aragón, hijo del infante Pedro. En 1359 heredó el hijo de este, Alfonso de Aragón el Viejo, que en 1399 recibe de Martín el Humano el título de duque, con Gandía como centro del ducado y establece una corte famosa en la época, edifica el Palacio Ducal, el Monasterio de San Jerónimo de Cotalba, reforma la colegiata y continúa potenciando la corte que alberga figuras literarias como Ausiàs March (Gandía y Beniarjó se disputan ser la ciudad de nacimiento de March), Joanot Martorell o Joan Roís de Corella, que suponen el núcleo de las letras del Siglo de Oro valenciano.
En 1485 el Ducado de Gandía pasó a la casa de Borja. La ciudad medieval, de carácter feudal, que tras la muerte del último duque de sangre real había vuelto a la Corona, y cuyo título fue ostentado por los sucesivos reyes de Aragón, se convirtió en señorial a partir de 1494, Vendida por Fernando el Católico al Cardenal Rodrigo de Borja, futuro Alejandro VI, para su hijo primogénito Pedro Luis, y en el que Juan de Borja y Cattanei, el segundo duque de Borja, establece allí una pequeña pero fastuosa corte, regentada por su mujer y anterior viuda de su hermanastro, María Enríquez de Luna.
En 1520 tuvo lugar el levantamiento de las Germanías, que desde Valencia se extendió a las poblaciones más importantes del Reino, incluida Gandía. La sublevación triunfó en Valencia y Játiva. La Batalla de Vernisa, en julio de 1521, dio el triunfo a los agermanados, que ocuparon Gandía y su comarca, y obligaron a los moriscos a convertirse al cristianismo. Pero tras la derrota final de los agermanados volvió Juan de Borja y Enríquez de Luna, el tercer duque de Borja, a Gandía y casó con Francisca de Castro-Pinós. A Juan le sucedió su hijo mayor Francisco (1543-1551), que había nacido en 1510, y que renunció a sus títulos y bienes a favor de su hijo Carlos en 1551 para ordenarse y entrar en la Compañía de Jesús.
Por otra parte, Francisco de Borja, que sería canonizado en 1671, emprendió obras de amurallamiento e incorporó el nuevo recinto a la Vila-nova, protegiéndola así del peligro de los piratas, turcos y corsarios al servicio del rey de Francia. También dentro del nuevo recinto, mandó construir un colegio para el que logró, en 1548, una bula pontificia que lo elevó a la categoría de Universidad. Dicha universidad, situada en el lugar que hoy ocupan las Escuelas Pías, fue famosa en los dos siglos que tuvo de vida, hasta su supresión por Carlos III en 1772, tras la expulsión de los jesuitas que la regentaban en 1767, y por ella pasaron nombres como Baltasar Gracián, Juan Andrés y Antonio José de Cavanilles. Gandía mantuvo su rango durante todo el siglo XVI pero, a partir de 1609, con la expulsión de los moriscos y la ruina de los ingenios azucareros que ellos manejaban, sufrió consecuencias económicas y demográficas catastróficas que tardó más de siglo y medio en recuperarse. Durante la época de estancamiento, que se alargó hasta la segunda mitad del siglo XVIII, los duques fueron abandonando su residencia para instalarse en Madrid. Durante la Guerra de Sucesión, el duque de Gandía tomó el partido de Felipe de Anjou, cuando todo el resto del Reino lo hacía por el Archiduque Carlos. De aquí que el general Juan Bautista Basset, del partido austracista, tomara la ciudad de Gandía y se llevara la artillería de la entonces plaza fortificada.
Con el triunfo de los Borbones se restableció todo menos la vida política, pues los duques apenas hacían alguna breve visita a su palacio. En 1740 moría en Madrid el último Borja y Centelles, y el ducado pasó a su sobrino el conde-duque de Benavente; ocho años después heredaría la hija de este, casada con el duque de Osuna. Con Carlos III se renueva la vida económica, y Gandía inicia una época próspera de industrialización.
En el siglo XIX la seda atravesó dos grandes crisis, debidas una a la epidemia que acabó con casi todo el gusano de seda a mediados del siglo, y otra a la competencia extranjera. El ferrocarril, símbolo de la expansión decimonónica llegó con las líneas de vía estrecha Tren Alcoy Gandía y Puerto y con el enlace entre Denia y Carcagente.
En la división provincial de 1822 fue adscrita a la provincia de Játiva y en la división de 1833 a la de Alicante, pasando definitivamente a Valencia en 1836.
Ya en el siglo XX, durante la guerra civil, su población sufrió múltiples bombardeos por parte de la aviación italiana de Mussolini. En los años 1960, y debido al gran crecimiento urbano de la ciudad, el municipio de Gandía anexionó a los hasta entonces municipios independientes de Beniopa y Benipeixcar, actualmente barrios de la ciudad.

## Demografía
Gandía cuenta con una población de 80 095 habitantes (INE 2024).
| Gráfica de evolución demográfica de Gandía entre 1842 y 2021 |
| |
| Población de derecho según los censos de población del INE Población de hecho según los censos de población del INEEn 1965 crece el término del municipio porque incorpora Beniopa y Benipeixcar |

El 24,96 % (18 918) de la población censada en el año 2020 son inmigrantes.

## Economía
Hasta finales del siglo XIX, la seda continuó siendo, junto con las pasas, los dos productos que más interesaron a los agricultores gandienses. Pero la construcción del ferrocarril y del puerto carbonero en 1893 les animó a extender el cultivo del naranjo que en la actualidad es el predominante. También tiene importancia como centro pesquero.
Desde los años 60 un importante destino turístico de playa, principalmente estacional y procedente del interior de España.
Actualmente la principal base de la economía local es el comercio y servicios, siendo cabeza comercial de la cual orbitan las poblaciones de la comarca, con una población de unos 200 000 habitantes.

## Comunicaciones
La ciudad de Gandía cuenta con una completa red de transportes, tanto urbanos, como interurbanos. En la ciudad hay en marcha en la actualidad seis líneas de autobuses urbanos. Las líneas roja, amarilla, verde y la nueva línea (RENFE - Hospital), pertenecen a L'Urbanet, el servicio público de transportes del Ayuntamiento de Gandía. Las líneas roja y amarilla son circulares y unen toda la ciudad entre sí, además la línea verde une los barrios de Marxuquera, Marenys de Rafalcaid, Venecia, Avenida de Europa y el Hospital Comarcal con el centro de Gandía.
A su vez, las líneas azul y verde pertenecen a La Marina Gandiense. La línea Verde une Real de Gandía con Gandía y el Grao de Gandía. La azul une la playa de Gandía y el Grao con la ciudad.
También está en funcionamiento Saforbici, un servicio de bicicletas públicas que pretende mejorar la movilidad en Gandía.
Para un futuro cercano está prevista una nueva línea que una la estación de Gandía con los centros comerciales de La Vital, Plaza Mayor y Carrefour, y a su vez siga hasta el Hospital de Gandía.
- L'Urbanet:

Son de color verde, su frecuencia de paso es de 10/12 minutos y salen desde la estación de RENFE. 
Hay 4 líneas, la línea 3 (roja), que recorre la ciudad circularmente. La línea 5 (verde), que llega a los barrios periféricos de la ciudad: Marxuquera, Marenys de Rafalcaid, Venecia y avenida de Europa (aunque la línea se divide, por lo que son como dos líneas distintas). Y la línea 4 (amarilla), que une la estación de RENFE casi directamente con el Hospital Comarcal (San Francesc de Borja).
- La Marina Gandiense:

Son de color amarillo, su frecuencia de paso es de 20 minutos, salen desde la estación de RENFE. 
La línea azul comunica Gandía ciudad con la playa y el Grao. La línea verde comunica Real de Gandía con Gandía, la Universidad y el Grao
- Autobuses interurbanos:

Gandía cuenta con una estación de autobuses junto a la estación de RENFE, desde la que salen líneas que conectan la ciudad con todos los pueblos de la comarca. También sirve como base para autobuses hacia toda la geografía española. Destaca la línea Gandía-Madrid perteneciente a Avanza, con más de 15 expediciones diarias en verano. También existen conexiones hacia Salamanca, Medina del Campo, Tordesillas, Teruel, Zaragoza, Bilbao, Galicia, Barcelona, Alicante y Andalucía. A nivel regional, tiene conexiones con Denia, Alicante, Valencia y algunos pueblos de La Safor, los cuales son Daimuz, Guardamar de la Safor, Miramar, Bellreguart, L'Alqueria, Palmera, Oliva y Pego. Cabe destacar que este servicio es cubierto únicamente por 4 autobuses diarios en cada sentido, y no todos paran en todos los pueblos indicados.
- Ferrocarril:

Gandía también cuenta con dos estaciones de ferrocarril perteneciente a Cercanías Valencia, siendo ambas final de la línea C-1. Estas son las estaciones de Gandía y Platja i Grau de Gandía, siendo este último un apeadero con tres trenes al día. Desde junio de 2012 llegan trenes regionales de alta velocidad (S-121) procedentes de Madrid-Puerta de Atocha como parte del servicio Intercity. Excepto refuerzos en verano y épocas como Semana Santa, solo sale un tren desde Madrid los viernes y regresa los domingos.
- Saforbici:

Fue un servicio público de bicicletas, creado por el Ayuntamiento de Gandía y encargado de mejorar la movilidad en la ciudad concienciando a los ciudadanos del uso de la bicicleta como medio de transporte. Empezando su servicio en 2011 y finalizando en marzo de 2022 tras reiteradas idas y venidas.

## Administración y política
| Periodo   | Nombre                    | Partido | Partido                                         |
| --------- | ------------------------- | ------- | ----------------------------------------------- |
| 1979-1983 | Juan Román Catalá         |         | Unión de Centro Democrático (UCD)               |
| 1983-1991 | Salvador Moragues Bertó   |         | Partit Socialista del País Valencià (PSPV-PSOE) |
| 1991-2003 | Josefa Frau Ribes         |         | Partit Socialista del País Valencià (PSPV-PSOE) |
| 2003-2011 | José Manuel Orengo Pastor |         | Partit Socialista del País Valencià (PSPV-PSOE) |
| 2011-2015 | Arturo Torró Chisvert     |         | Partido Popular (PP)                            |
| 2015-2021 | Diana Morant Ripoll       |         | Partit Socialista del País Valencià (PSPV-PSOE) |
| 2021-act. | José Manuel Prieto Part   |         | Partit Socialista del País Valencià (PSPV-PSOE) |

| Partido político                                | 2023  | 2023   | 2023       | 2019  | 2019   | 2019       | 2015  | 2015   | 2015       | 2011  | 2011   | 2011       | 2007  | 2007   | 2007       |
| Partido político                                | %     | Votos  | Concejales | %     | Votos  | Concejales | %     | Votos  | Concejales | %     | Votos  | Concejales | %     | Votos  | Concejales |
| Partit Socialista del País Valencià (PSPV-PSOE) | 41,41 | 14 338 | 12         | 35,80 | 11 921 | 11         | 25,87 | 9491   | 7          | 34,97 | 13 178 | 10         | 40,88 | 14 745 | 12         |
| Partido Popular (PP)                            | 34,81 | 12 054 | 10         | 32,25 | 10 741 | 9          | 38,96 | 14 295 | 11         | 44,65 | 16 824 | 13         | 31,83 | 11 482 | 9          |
| Compromís                                       | 8,98  | 3109   | 2          | 13,97 | 4652   | 4          | 17,42 | 6390   | 5          | 9,06  | 3415   | 2          | 7,20  | 2597   | 2          |
| Ciudadanos (CS)                                 | 0,48  | 167    | 0          | 5,46  | 1819   | 1          | 5,20  | 1909   | 1          | —     | —      | —          | —     | —      | —          |
| Plataforma de Gandia (PdG)                      | —     | —      | —          | —     | —      | —          | —     | —      | —          | 4,06  | 1529   | 0          | 9,40  | 3391   | 2          |

## Servicios

### Educación
En Gandía tienen representación la Universidad Politécnica de Valencia, la Universidad de Valencia y también la UNED tiene una sede en la ciudad:
- Universidad Politécnica de Valencia: El campus de Gandía de la UPV, llamado también Escuela Politécnica Superior de Gandía, se encuentra en el Grao de la ciudad, el campus ha ido creciendo desde su inauguración en 1993 hasta la actualidad, convirtiéndose en uno de los principales centros en recepción de estudiantes de intercambio, lo que le confiere su característica diversidad cultural. La opción de intercambio más solicitada son las becas Sócrates-Erasmus, que permite la continuación de estudios en más de 300 universidades; otras becas que permiten la movilidad del alumnado son las Promoe, Séneca, Leonardo da Vinci, Intercampus España-América Latina e IAESTE. En la actualidad el campus cuenta con 7 titulaciones repartidas en ingenierías, diplomaturas, grados y licenciaturas. Existen en el mismo campus estudios de posgrado.
- Universidad de Valencia: La presencia de la UV en Gandía se remonta a 1984, cuando esta institución, en colaboración con el Ayuntamiento de Gandía, pone en marcha la Universidad de Verano. La presencia en la ciudad no ha hecho más que aumentar, y fruto de la transformación de la Universidad de Verano, nace el Centro Internacional de Gandía (CIG), en lo que es una apuesta de presencia permanente de la Universidad de Valencia en la ciudad de Gandía. Este centro tiene cuatro líneas de desarrollo: actividades académicas de formación, actividades académicas de información y transferencia de tecnología, Gandía Internacional y Gandía, una nueva propuesta cultural.
- UNED: La Universidad Nacional de Educación a Distancia está situada en Gandía desde septiembre de 1987, en un principio de implantaron 3 titulaciones que han ido creciendo hasta las 13 actuales. Su sede actual está situada en la plaza de las Escuelas Pías, en el histórico edificio de las Escuelas Pías.

En 2017, Gandía será sede de la Universidad Católica de Valencia, tras la adecuación del viejo edificio de Correos, cedido por el ayuntamiento de la ciudad, a dicha universidad.[cita requerida]

## Monumentos y lugares de interés

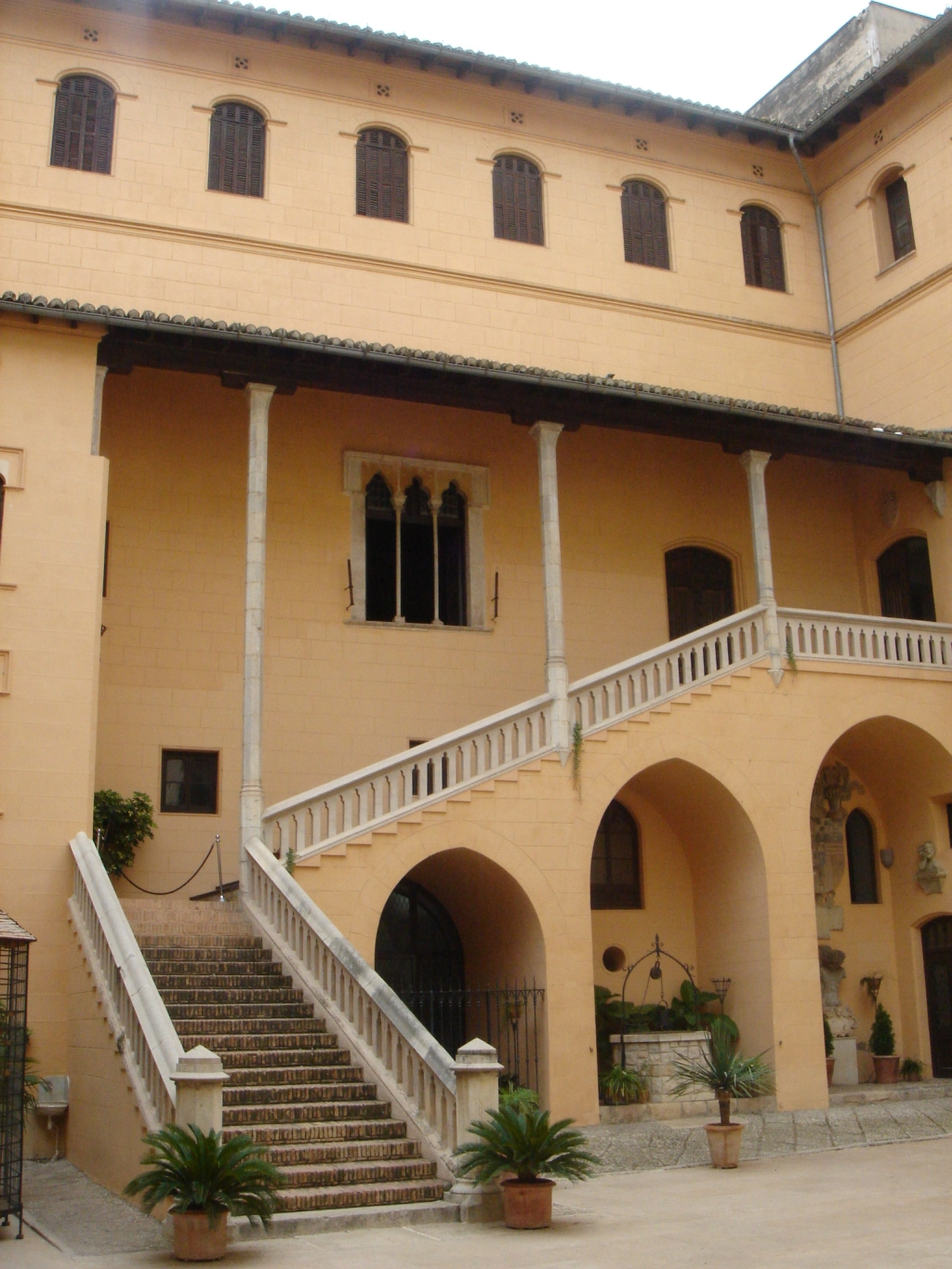
Palacio Ducal de Gandía

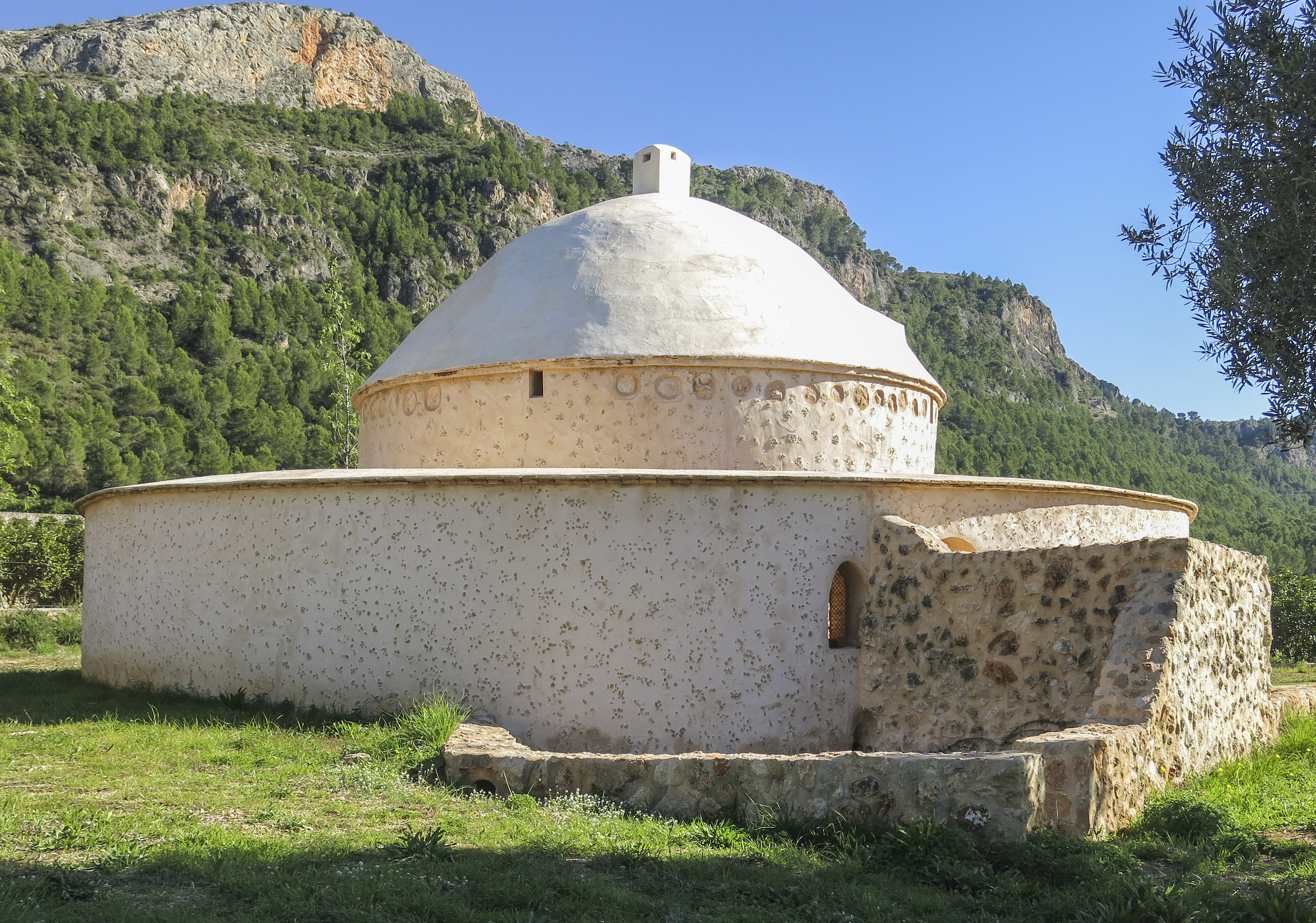
El Morabet

- Casco urbano. El núcleo medieval de la villa estuvo alrededor de las calles del Río, Mayor y de la Plaza. A ellas afluían otras callejas laterales. Se hallaba rodeada por una muralla construida a principios del siglo XIV. En la parte noreste estaba la judería. La morería (rabal) estaba separada de la villa y poseía una mezquita sobre el solar de la iglesia de San José. A finales del siglo XVI una serie continuada de terremotos hizo que se derrumbasen numeroso edificios. Las murallas desaparecieron a finales del siglo XIX, quedando hoy tan sólo tres torres que hay entre el colegio de las Escuelas Pías y el río, el Torreón del Pino y la Torreta de la calle de Pérez de Culla.
- Alquería del Duc.
- Iglesia de Santa María. Es colegiata desde 1499. El templo fue construido probablemente a fines del siglo XIV o principios del XV. Es de estilo gótico, mezclado con otros de diversas épocas. Fue ampliado en el siglo XVI. Contó con valiosas obras de arte, como el retablo del altar mayor, obra de Paolo de San Leocadio, sobre talla de Damián Forment, el coro del siglo XVI y un valioso tesoro, destacando la custodia procesional, obra maestra del siglo XVI. Todo ello fue destruido en 1936 durante la guerra civil, así como su riquísimo archivo. Posee dos puertas góticas: la de Santa María y la de los Apóstoles, esta última obra de Damián Forment, con bellas figuras desaparecidas en 1936 y en proceso de restauración.
- Palacio Ducal de Gandía. Entre los monumentos más importantes de la ciudad destaca el Palacio Ducal, que ha sido objeto de numerosas restauraciones. Casa natalicia de San Francisco de Borja. Destaca el Patio de Armas, gótico y la Galería Dorada, del siglo XVII, con azulejos originales de la época. Está considerado una de las mansiones señoriales más importantes de la Corona de Aragón. La habitación de Francisco de Borja se conserva prácticamente tal y como estaba en aquel entonces y no se permite pisarla, solo puede verse desde fuera.
- Castillo de Bairén
- Ayuntamiento. Ocupa un edificio con fachada de estilo neoclásico en la que se puede leer una inscripción con el nombre del rey del momento, Carlos III.
- Convento de Santa Clara. Este convento de clausura fundado en el siglo XV se encuentra situado en el centro, a escasos metros de la Colegiata de Santa María de Gandía, en la plaza de María Enríquez de Luna. Iglesia gótica. Importante colección pictórica legada por la familia Borja.
- Museo Arqueológico de Gandía. Ubicado en el antiguo Hospital de San Marcos, el MAGa alberga muestras de los hallazgos arqueológicos cercanos, recopilando así parte de la historia del municipio.
- Monasterio de San Jerónimo de Cotalba. Este monasterio de estilo gótico valenciano fundado por Alfonso de Aragón el Viejo en 1388, ha estado siempre vinculado a la historia de Gandía y fue el centro espiritual y cultural de la comarca durante siglos. Se encuentra a sólo 8 km, en la cercana localidad de Alfahuir.
- Ruta de los Borja. Ruta cultural dedicada a la impronta de la familia Borja en tierras valencianas, que, siendo Gandía cuna de la familia Borja, comprende importantes monumentos situados en el centro histórico de la ciudad.
- Ruta de los Monasterios de Valencia. Esta ruta monumental inaugurada en el 2008 se inicia en la ciudad de Gandía para luego visitar el cercano Monasterio de San Jerónimo de Cotalba, recorriendo en total cinco monasterios a lo largo de unos 75 km. Las acreditaciones de la ruta para los peregrinos y excursionistas se expiden en las oficinas de turismo de Gandía.
- Ermita de Santa Ana. Ermita situada en la montaña de Santa Ana. Fue construida en el siglo XIV o XV, está regentada por los padres escolapios. Desde allí se puede contemplar una maravillosa vista de la ciudad e incluso de la playa. Cada 24 de diciembre, en la misa del Gallo se representa "El Canto de la Sibila".
- Palacete París. Obra del arquitecto Víctor Beltrí, es el principal exponente del modernismo valenciano en Gandía.
- Alquería fortificada Torre dels Pares
- Escuelas Pías de Gandía
- Escudo de los duques de Gandía Carlos de Borja y Magdalena Centelles del siglo XVI y Escudo de los duques de Gandía Carlos de Borja y Magdalena Centelles del siglo XIX
- Teatro Serrano. Construido en 1921 en estilo modernista valenciano.
- Gran Cine Royalty. Antiguo cine de estilo modernista valenciano, data de 1920.
- El Morabet
- Murallas de Gandía
- Vía verde del Serpis. Vía verde por el antiguo trazado del ferrocarril Alcoy-Gandía construido en 1892, a su paso por Gandía.

## Cultura

### Acontecimientos
- Pirata Rock Festival. Desde el año 2017 en Gandía se celebra este festival, el cual recibe unos 20 000 espectadores anualmente,
- Trofeo Nacional de Atletismo "Nocturna de Gandía". Este trofeo se realizó por primera vez el 19 de junio de 2019.[11]
- SanSan Festival. En el año 2014 se realizó la primera edición de este festival en Gandía, 3 años más tarde y tras las quejas de los vecinos, la sede se movió a Benicássim.[12]

### Fiestas

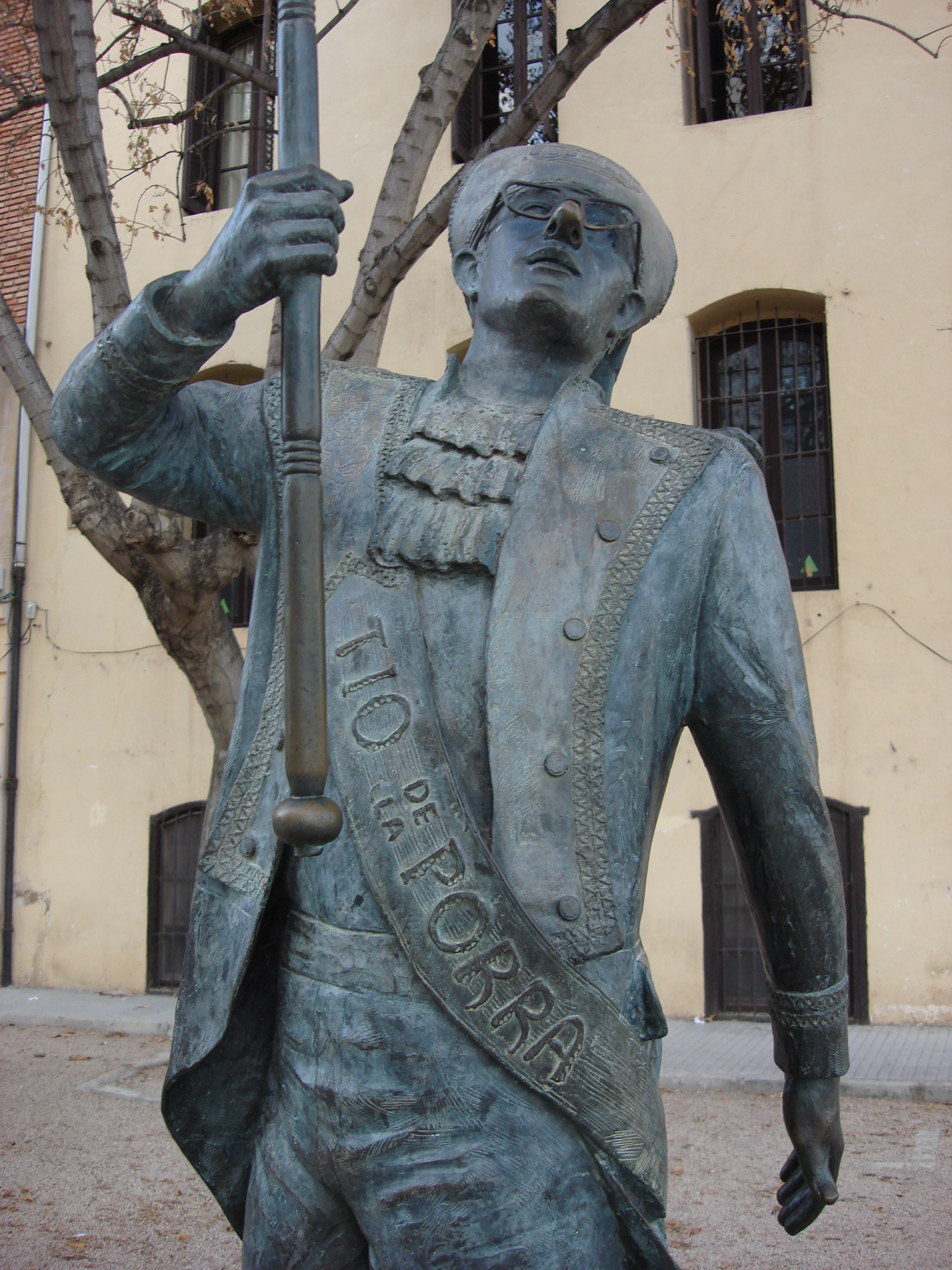
Estatua del Tío de la porra

- San Antonio Abad. El 17 de enero se venera a San Antonio Abad (Sant Antoni del Porquet), con hogueras incluidas.
- Fallas. Desde el 15 de marzo se celebran las típicas Fallas, quemadas la noche del 19, día de San José. La ciudad de Gandía cuenta con 23 fallas (20 en la ciudad, 2 en el Grao de Gandía y 1 en Benirredrà).
- Semana Santa en Gandía. Fiesta de Interés Turístico.[13] La ciudad cuenta con 18 hermandades de Semana Santa. A destacar el Encuentro del Jueves Santo entre la Dolorosa y el Yacente, (Las últimas miradas). La procesión del Santo Entierro el Viernes Santo y el Encuentro Glorioso del Domingo de Resurrección entre la Virgen de la Soledad y el cristo resucitado. También se interpreta la Visitatio Sepulcri, obra musical atribuida a San Francisco de Borja.
- San Juan Bautista. La noche entre el 23 y el 24 de junio se queman las hogueras de San Juan, tradicionales de toda la costa mediterránea, celebrando el principio del verano.
- Virgen del Carmen. El 16 de julio, fiestas marineras en honor a la Virgen del Carmen, en el Grao de Gandía (zona del puerto).
- Santa Ana. El 25 y 26 de julio, fiestas en honor a Santa Anna, bajada de la imagen desde la ermita hasta la Parroquia.
- Feria y fiestas: alrededor del 3 de octubre, en honor del patrón municipal, San Francisco de Borja. El personaje principal de la feria y fiestas es el Tío de la porra.
- V Centenario San Francisco de Borja: El año 2010 Gandía celebró el V centenario del nacimiento de Francisco de Borja y Aragón (Gandía, 1510), el primer santo de la más importante de las familias valencianas de la historia, que durante años gobernó desde Roma medio mundo, patrón de la ciudad, virrey de Cataluña, III General de la Compañía de Jesús, Gran Privado del emperador Carlos V y patrón de la nobleza española.

### Gastronomía
Sin duda, Gandía es la cuna de la popular fideuá. Los arroces marineros, la cazuela marinera (suquet de peix) y la paella son sus platos más destacados.

### Medios de comunicación
Actualmente emiten un canal de ámbito local y comarcal:
- Telesafor, es la televisión de Gandia y la comarca de la Safor. Está dentro del grupo mediático Grupo Radio Gandia que también cuenta con la Cadena SER, a nivel comarcal, así como Los 40 y Cadena Díal.

Antes se emitía Gandía Televisió, una televisión pública que dependía del Ayuntamiento de Gandía y que llevaba en funcionamiento 20 años.
Su programación era en valenciano y mayoritariamente de producción propia, característica principal que le distinguía del resto de televisiones locales.
Tras varias disputas con el Gobierno de la Generalidad Valenciana, el canal emitió hasta junio de 2011, mes en el que el nuevo alcalde, Arturo Torró, a los pocos días de tomar posesión de su cargo, decidió cerrar el canal, aduciendo falta de recursos económicos y ausencia de permiso de emisión. Este canal emitía en el canal 26 de la TDT.

## Ciudades hermanadas
- Laval (Mayenne), Francia[14]
- Reus, España